# Tricolore (ballon)

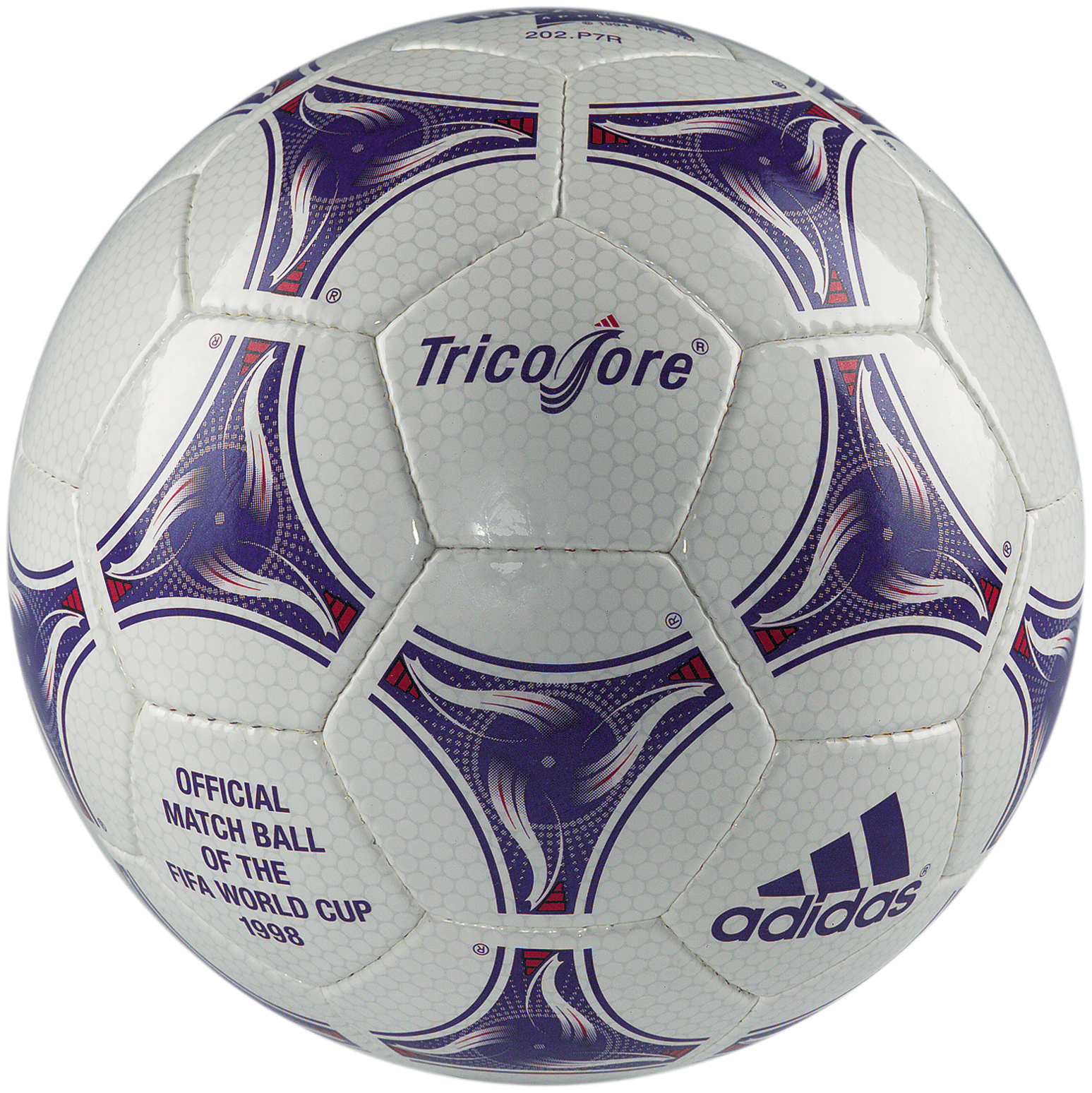
Le ballon officiel de la Coupe du monde 1998.

Tricolore est le ballon officiel de la Coupe du monde de football de 1998, qui est fabriqué par Adidas.
Il a été conçu et développé spécialement pour cet événement qui se déroule du 10 juin au 12 juillet 1998 en France.

## Caractéristiques
C'est le premier ballon avec plus de deux couleurs utilisé pour une phase finale de coupe du monde. 